# گروه سواچ
گروه سواچ (به انگلیسی: The Swatch Group) شرکت کالای لوکس سوئیسی است، که در زمینه طراحی، تولید و فروش ساعت، سامانه‌های الکترونیکی و انواع جواهرآلات فعالیت می‌کند. این شرکت در سال ۱۹۸۳ از طریق ادغام دو شرکت سوئیسی تولیدکننده ساعت؛ آسیواج و اس‌اس‌آی‌اچ در شهر بیل، سوئیس تأسیس شد، که در آغاز اس‌ام‌اچ سوئیس کورپوریشن نام‌گذاری گردید و در سال ۱۹۹۸ به سواچ تغییر نام داد.
گروه سواچ در حال حاضر توسط نیک هایک جونیور؛ پسر نیکلاس هایک، بنیانگذار این شرکت مدیریت و راهبری می‌شود. در سال ۲۰۱۲ تعداد کارکنان شرکت سواچ بیش از ۲۸ هزار نفر بود، که در شعبه‌های این شرکت در ۵۰ کشور جهان اشتغال دارند. هم‌اکنون گروه سواچ بزرگ‌ترین شرکت سازنده ساعت در جهان است. این گروه در زمینه‌های تولید ساعت، ساخت انواع جواهرات، تولید موتور و قطعات موتور ساعت فعالیت می‌کند.
امروز گروه سواچ به تحقیقات و سرمایه‌گذاری در زمینه علوم مواد، فناوری، طراحی و تولید نیز مشغول است. این شرکت در زمینه میکروالکترونیک و میکرومکانیک فعالیت‌های زیادی دارد، همچنین در زمینه ارتباطات تلفنی و صنعت خودرو نیز فعال است و به تولید ابزارآلات دقیق اندازه‌گیری زمان در فعالیت‌های ورزشی می‌پردازد و باعث شده است تا این گروه در بسیاری از رویدادهای ورزشی و بازی‌های المپیک نیز حضور داشته باشد.
این گروه مالک شرکت‌های ساعت‌سازی؛ لونژین، تیسوت، رادو، بلاپه، بریژیت، گلاشوت اوریجینال، هری وینستون، امگا، میدو، همیلتون، سرتینا و ئی‌تی‌ای می‌باشد.